# شهرستان کاسلینسکی
شهرستان کاسلینسکی (به لاتین: Kaslinsky District) یک شهرستان در روسیه است که در استان چلیابینسک واقع شده‌است.